# بی‌احمدیورد
بی‌احمدیورد (به ترکی آذربایجانی: Bəyəhmədyurd) یک منطقهٔ مسکونی در جمهوری آذربایجان است که در شهرستان خیزی واقع شده‌است.